# Sudra (couvre-chef)

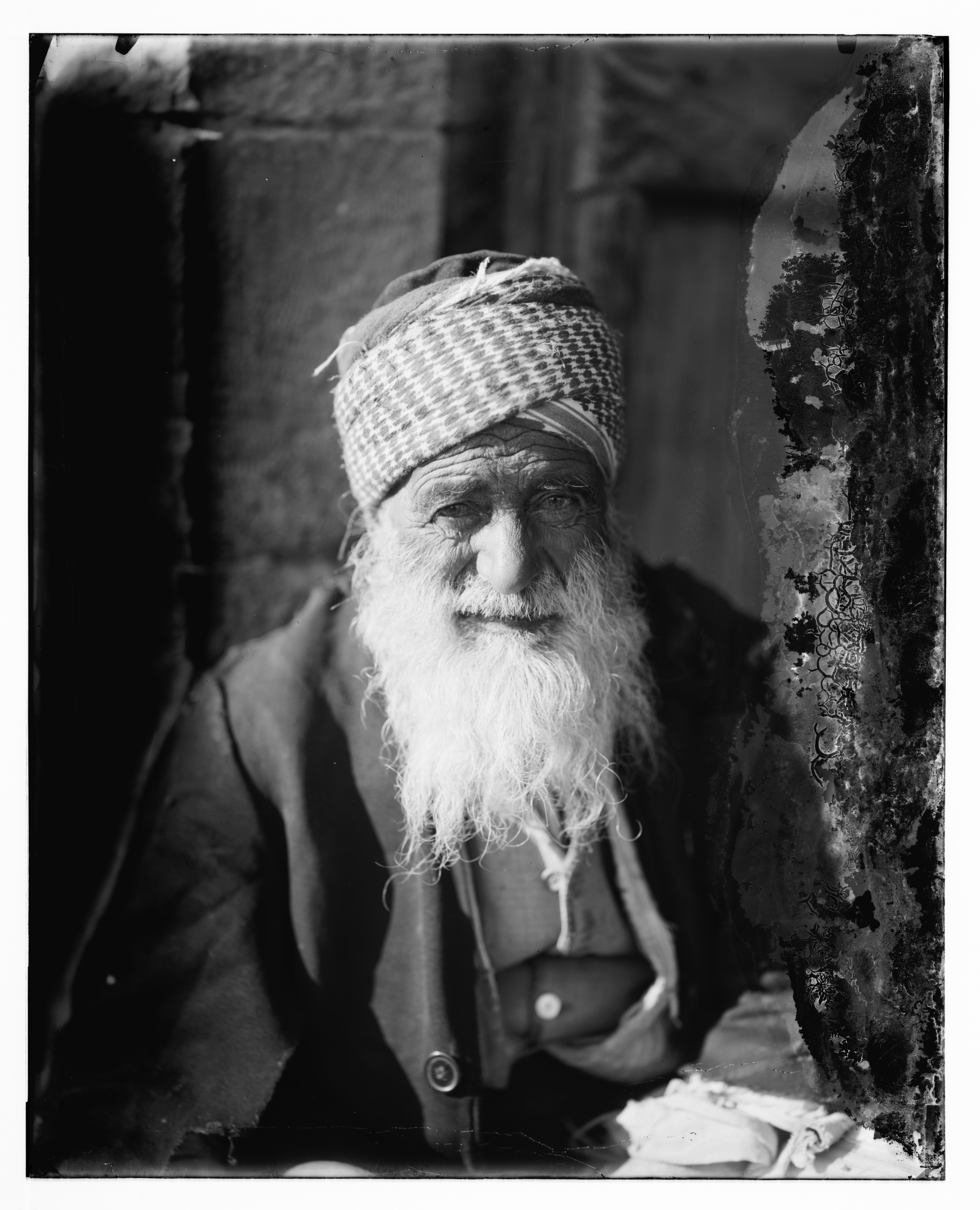
Sudra porté par un Juif yéménite au début du XXe siècle

Le sudra (araméen : סודרא , hébreu : סוּדָר) est un ancien couvre-chef porté par les juifs au Levant et au Moyen-Orient.

## Étymologie
Le nom sudra est araméen et est le mot dont est dérivé le mot latin sudarium, qui signifie «tissu» ou «mouchoir». Cependant, selon le Talmud babylonien, le mot est une contraction de la phrase «Les secrets sont révélés à ceux qui craignent le Saint Nom».  

## Histoire
Dans la tradition juive, le sudra était une écharpe torsadée portée autour du cou. D'autre part les Juifs portaient le sudra sur la tête comme un keffieh ou un turban notamment mentionné dans le Talmud babylonien. Retirer le sudra pour en laisser un autre tenir a également été perçu comme un signe de confiance symbolique lors d'un accord monétaire.
Le Shulhan ´Arukh Orakh Haïm donne une exemption spécifique pour un sudra en ce qui concerne le tzitzit et il parle de l'appropriation du sudra par les Arabes.
Le sudra reste populaire chez les Juifs du monde islamique avant l'époque moderne. Les Juifs sont alors interdits de porter des couvre-chefs, notamment dans la loi de 1666 du Yémen.

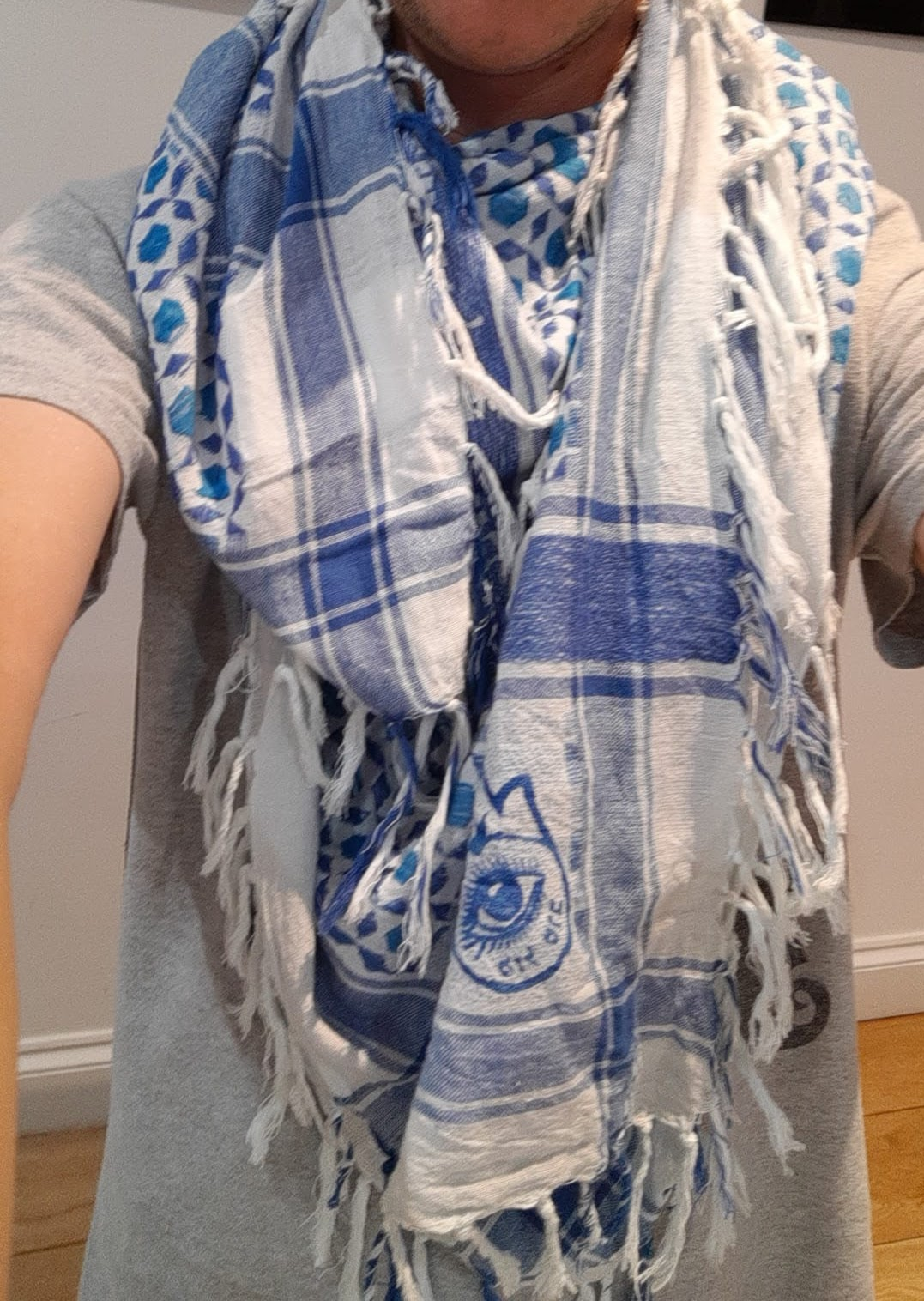
Exemple d'un Sudra

Parmi les Juifs ashkénazes, le sudra est tombé en désuétude au fil du temps au profit d'autres couvre-chefs.

## Référence
1. ↑  Chaueka, Yaacov,, Dershowitz, Nachum, et Nissan, Ephraim,, Language, culture, computation. Part III, Computational linguistics and linguistics : essays dedicated to Yaacov Choueka on the occasion of his 75th birthday (ISBN 978-3-642-45327-4, 3-642-45327-9 et 3-642-45326-0, OCLC 898275850, lire en ligne)
2. ↑  Gilbert DAHAN et Gérard NAHON, « La culture juive en France du Nord au moyen âge de Rashi aux Tosafistes; Le Talmud de France », Revue des Études Juives, vol. 149, no 3,‎ 1er juillet 1990, p. 459–535 (ISSN 0484-8616, DOI 10.2143/rej.149.3.2012739, lire en ligne, consulté le 4 décembre 2020)